# Peru Rodríguez
Peru Rodríguez Larrañaga (Anzuola, 5 de abril de 2002) es un futbolista español que juega de defensa central en la Real Sociedad B de la Primera División RFEF.

## Carrera deportiva
Peru Rodríguez hizo su debut senior con la Real Sociedad C el 26 de enero de 2020, en un partido frente al C. D. Vitoria.
El 12 de noviembre de 2021 hizo su debut como profesional con la Real Sociedad B, en un partido de la Segunda División frente al Real Sporting de Gijón.

## Clubes
| Club            | País   | Año       |
| --------------- | ------ | --------- |
| Real Sociedad C | España | 2020-Act. |
| Real Sociedad B | España | 2021-act. |